# キングパワー・マハナコン
キングパワー・マハナコン (タイ語: คิง เพาเวอร์ มหานคร)、またはマハナコン (タイ語: มหานคร)は、タイ王国バンコクバーンラック区にある超高層建築物である。シーロムやサットンといったビジネスの中心地区に位置する。2016年開業。建物の側面には直方体でできた螺旋状の切り込みがある、ガラスカーテンウォールの四角い奇抜な外観が特徴である。高さ314m、78階建てで、開業から2018年にアイコンサイアムに記録を超えられるまでの間、タイで最も高い建物であった。

## 概要

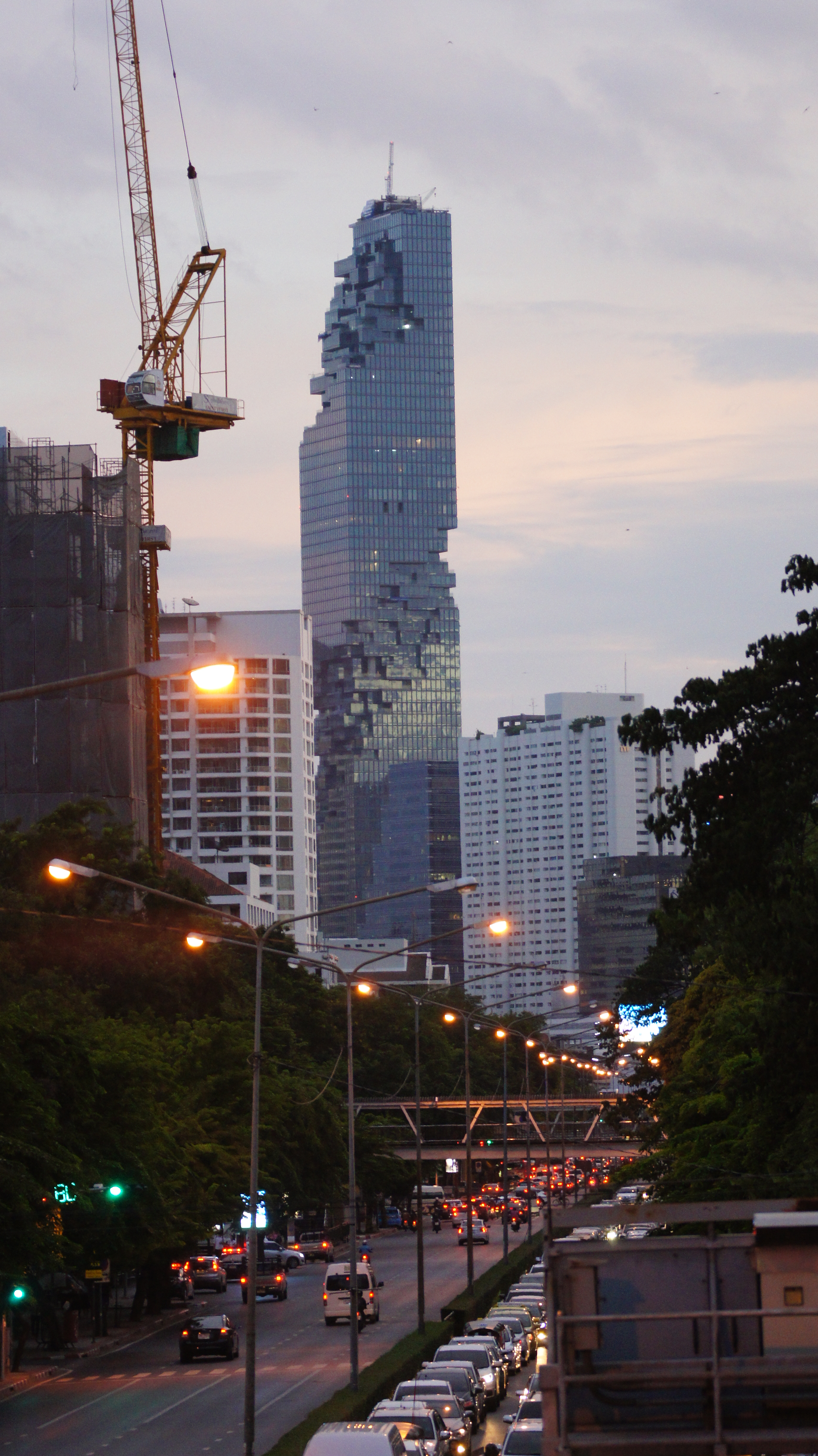
キングパワー・マハナコン（2017年）

74階には室内展望デッキがあり、また拡張現実技術を駆使したバンコクの観光スポットに関する展示が行われている。76階、77階部分にはレストラン「マハナコン・バンコク・スカイバー」がある。78階は屋内および屋外展望台となっている。バンコクで最も高い場所にあるバー「ルーフトップバー」、ガラス床デッキ「マハナコン・スカイウォーク」、頂上に向け階段状の展望エリア「ザ・ピーク」がある。

## アクセス
- バンコク・スカイトレイン（BTS）チョーンノンシー駅からすぐ（直結）